# Dafnis (poeta)
Dafnis (en grec Δαφνίς, en llatí Daphnis) fou un personatge de la literatura antiga relacionat amb la mitologia grega, al qui s'atribueix la invenció de la poesia bucòlica. Diodor de Sicília diu que fou fill d'Hermes i d'una nimfa o en altres versions l'amant (eromen) d'aquest déu. Ovidi el considera un pastor del mont Ida, però no aclareix si es refereix a l'Ida frigi o al cretenc, ja que el terme fa referència a qualsevol muntanya boscosa.

## Mite

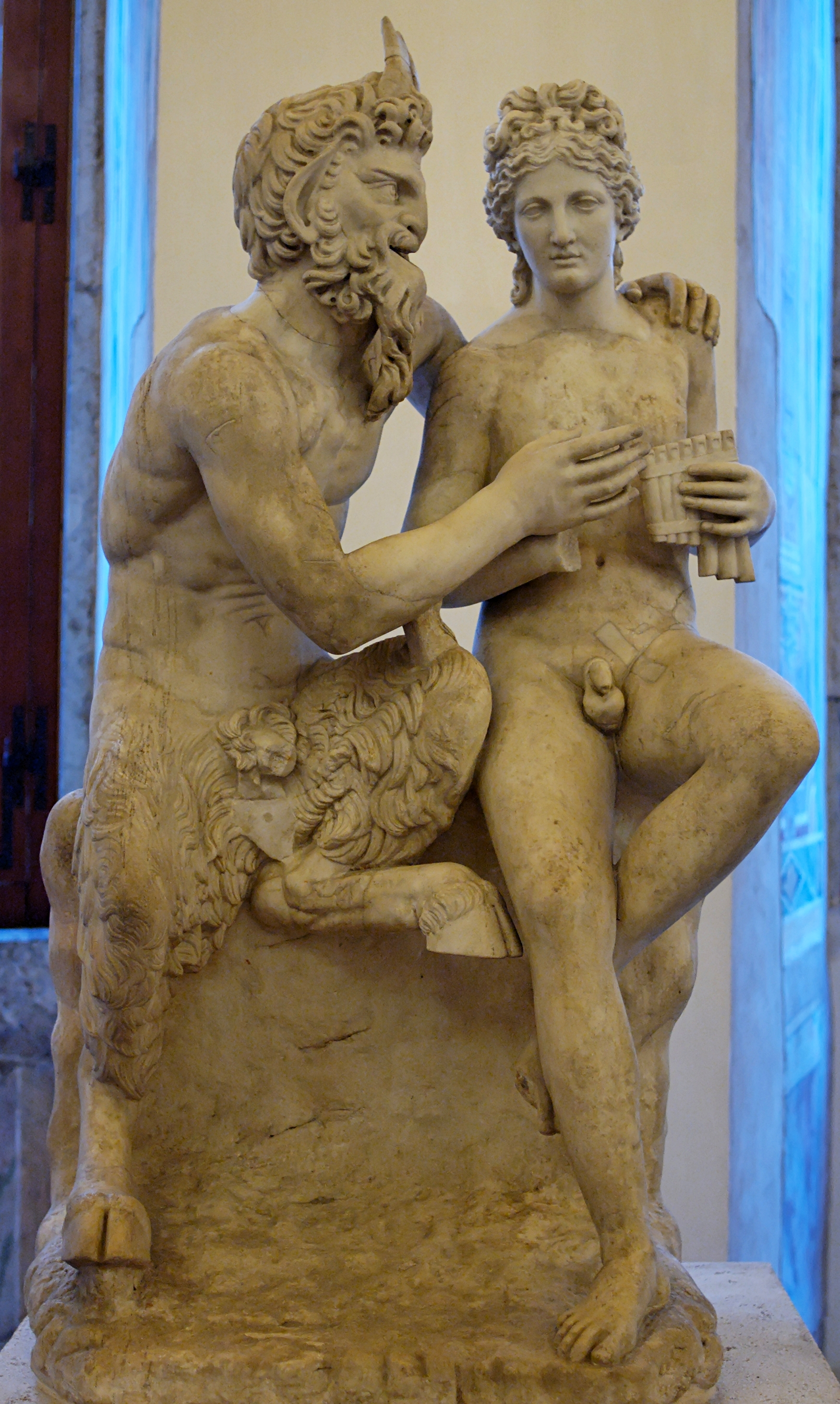
Pan i Dafnis.

La seva mare el va abandonar quan era petit en un camp de llorers. Per això va rebre aquest nom i se'l considera afavorit per Apol·lo Va ser criat per nimfes i pastors, i ell mateix va ser en pastor, preferint evitar les bullicioses multituds de persones i tenint cura dels seus ramats al mont Etna tant a l'hivern com a l'estiu.
Pan li va ensenyar a cantar i a tocar la siringa i,de vegades, se'l presenta com el seu amant. Estava protegit per les muses, les quals l'inspiraven l'amor per la poesia. Va compondre poesies bucòliques amb les quals delectava Àrtemis durant les seves caceres. Es diu que abans que ell els pastors portaven una vida salvatge i que Dafnis els va civilitzar, ensenyant-los a respectar i honrar els déus, i que va difondre entre ells el culte a Dionís, que celebraven solemnement.
Una nàiade, el nom de la qual canvia d'un escriptor a l'altre (Equenais, Quimera, Nomia o Lice), es va enamorar d'ell i li va fer prometre que mai tindria cap relació amb una noia, amb l'amenaça que es quedaria cec si violava aquest vot. Durant un temps el bell Dafnis va resistir les nombroses temptacions a les quals va estar exposat, però al final va cedir després de ser emborratxat per una princesa. Així, la nàiade el va castigar amb la ceguera o, segons expliquen d'altres, el va transformar en una pedra.
Després d'haver-se quedat cec, va demanar ajut al seu pare, el qual el va pujar al cel on va prendre sota la seva protecció pastors i ramats. També va fer brollar una font en el lloc on tot havia succeït. Els sicilians van posar al pou el nom de Dafnis i hi oferien un sacrifici anual. Filargiri, en aquest mateix passatge, afirma que Dafnis va intentar consolar-se de la seva ceguera mitjançant cançons i tocant la flauta, però que no va viure gaire temps més, i l'escoli sobre Teòcrit de Siracusa relata que va caure per un precipici mentre deambulava cec. Relats lleugerament diferents apareixen a Servi i a diferents parts dels Idil·lis de Teòcrit de Siracusa.
Segons altres versions, Estesícor va fer del destí de Dafnis el tema de la seva poesia bucòlica, que va ser la primera de la seva classe.